# Sankt Dionysios Areopagitas katedral
Sankt Dionysios Areopagitas katedral är den viktigaste romersk katolska kyrkan i Aten, och säte för den romersk-katolska ärkebiskopen av Aten. Katedralen ligger i centrala Aten, vid knutpunkten där Panepistimiouavenyn möter Omirougatan och är invid till Dionysios Areopagita, lärjunge till aposteln Paulus och förste biskop i Aten.

## Tillkomst
Katedralen i nyrenässans stil är en basilika indelad i tre skepp. Ursprungliga planritningen utfördes av den berömda tyska arkitekten Leo von Klenze, på uppdrag av kung Otto. Under projektets gång ändrades planritningen av den grekiska arkitekten Lysandros Kaftantzoglou, som erbjöd sig att utan någon ersättning leda arbetet med kyrkan, till dess slutförande. Marken för byggandet av kyrkan köptes 1847 med pengar som samlas in bland de romerska katolikerna i Grekland. Ekonomiska medel för byggnaden samlades in bland katoliker både i och utanför landet. Långhuset byggdes 1853 och invigningen ägde rum den 4 augusti 1865.

## Kyrkobyggnaden
Kyrkan är 38 meter lång, 15 meter hög och 24 meter bred. Kyrkorummet är dekorerat med vackra fresker. En av de vackraste är fresk bestående av semikupoler med en triumfbåge, som skildrar förhärligandet av Dionysios Areopagita (1890) och är ett verk av den italienske målaren från Rimini Guglielmo Bilancioni (1836-1907). Pelarna som stöder triumfbågen, utgör i naturlig storlek de fyra evangelisterna. Framför triumfbågen avbildas Kristus Pantocrator med evangeliet i handen. I det intilliggande hörnet till höger finns Mose som håller ett pergament, och till vänster profeten David som spelar harpa. Nedan finns Sankt Gregorius den store och Sankt Augustinus. Kyrkgolvet är belagt med pentelisk marmor. Långhuset bärs upp av tolv pelare som är fem meter höga gjord av grön marmor från Tinos. Ovanför katedralens huvudentré finns en läktare, på vilken orgeln byggdes 1888 av arkitekten Paul Sambi (Paul Chambaut). Höger och vänster om huvudentrén finns två inskrifter, en på latin, den andra i modern grekiska, till minne av påven Johannes Paulus II:s besök i Aten år 2001. Slutligen, höger och vänster i helgedomen finns två predikstolar av marmor, som donerats av Frans Josef I av Österrike när han besökte Aten 1869.

## Glasmålningar
På bägge sidor av kyrkans nedre del finns åtta glasmålningar målade av direktören för de kungliga verkstäderna i München Karl de Bouchet, och som har donerats av Ludvig II av Bayern.
De fyra fönstren i kyrkans högra sidoskepp har motiv föreställande Sankta Amalia, Sixtus II, påven Telesphorus, Sankt Athanasius. Glasmålningarna i det vänstra sidoskeppet har motiven Sankt Otto, den påven Anterus, påven Anacletus I och Johannes Chrysostomos som var patriark av Konstantinopel.